# Campeonato Uruguayo de Primera División 1924
El Campeonato Uruguayo 1924 constituyó el 24.º torneo de primera división del fútbol uruguayo organizado por la AUF.
El torneo consistió en un campeonato a dos ruedas de todos contra todos. En él participaron 12 equipos, coronándose campeón el Club Nacional de Football por decimoprimera vez en su historia, y tercera de manera consecutiva.

## Equipos participantes

### Relevos temporada anterior
| Club   | Ascendido como                     |
| ------ | ---------------------------------- |
| Racing | Campeón Divisional Intermedia 1923 |

| Club   | Descendido como              |
| ------ | ---------------------------- |
| Dublin | 12° Campeonato Uruguayo 1923 |

### Datos de los equipos
| Club                 | Ciudad     | Estadio             | Capacidad | Fundación             | Temporadas | Temporadas Consecutivas | Títulos | 1923 |
| -------------------- | ---------- | ------------------- | --------- | --------------------- | ---------- | ----------------------- | ------- | ---- |
| Belgrano             | Montevideo |                     |           |                       | 5          | 5                       | -       | 4°   |
| Bella Vista          | Montevideo |                     |           | 4 de octubre de 1920  | 1          | 1                       | -       | 3°   |
| Charley              | Montevideo |                     |           |                       | 7          | 7                       | -       | 11°  |
| Fénix                | Montevideo |                     |           | 7 de julio de 1916    | 1          | 1                       | -       | 8°   |
| Lito                 | Montevideo |                     |           | 1917                  | 3          | 3                       | -       | 8°   |
| Liverpool            | Montevideo | Belvedere           | 7.780     | 15 de febrero de 1915 | 4          | 4                       | -       | 7°   |
| Nacional             | Montevideo | Gran Parque Central | 15.000    | 14 de mayo de 1899    | 22         | 22                      | 10      | 1°   |
| Racing               | Montevideo |                     |           | 6 de abril de 1919    | -          | -                       | -       | -    |
| Rampla Juniors       | Montevideo |                     |           | 7 de enero de 1914    | 2          | 2                       | -       | 2°   |
| Universal            | Montevideo | Field de Universal  |           |                       | 12         | 12                      | -       | 6°   |
| Uruguay Onward       | Montevideo |                     |           |                       | 4          | 4                       | -       | 10°  |
| Montevideo Wanderers | Montevideo | Belvedere           | 7.780     | 15 de agosto de 1902  | 20         | 20                      | 2       | 9°   |

Notas: Los datos estadísticos corresponden a los campeonatos uruguayos oficiales. Las fechas de fundación son las declaradas por cada club. La columna «Estadio» refleja el estadio donde el equipo más veces juega de local, pero no indica que sea su propietario. Véase también: Estadios de fútbol de Uruguay.

## Tabla de posiciones
|  | Pos. | Equipos              |  | PJ | PG | PE | PP | GF | GC | Dif. | Pts. |
|  | ---- | -------------------- |  | -- | -- | -- | -- | -- | -- | ---- | ---- |
|  | 1    | Nacional             |  | 22 | 17 | 5  | 0  | 49 | 10 | +39  | 39   |
|  | 2    | Bella Vista          |  | 22 | 16 | 5  | 1  | 34 | 15 | +19  | 37   |
|  | 3    | Rampla Juniors       |  | 22 | 11 | 7  | 4  | 28 | 15 | +13  | 29   |
|  | 4    | Fénix                |  | 22 | 10 | 7  | 5  | 30 | 21 | +9   | 27   |
|  | 5    | Racing               |  | 22 | 9  | 7  | 6  | 17 | 20 | -3   | 25   |
|  | 6    | Montevideo Wanderers |  | 22 | 7  | 8  | 7  | 27 | 19 | +8   | 22   |
|  | 7    | Uruguay Onward       |  | 22 | 6  | 8  | 8  | 18 | 31 | -13  | 20   |
|  | 8    | Belgrano             |  | 22 | 6  | 7  | 9  | 18 | 19 | -1   | 19   |
|  | 9    | Lito                 |  | 22 | 6  | 7  | 9  | 18 | 19 | -1   | 19   |
|  | 10   | Liverpool            |  | 22 | 5  | 5  | 12 | 11 | 25 | -14  | 15   |
|  | 11   | Universal            |  | 22 | 3  | 5  | 14 | 11 | 29 | -18  | 11   |
|  | 12   | Charley              |  | 22 | 0  | 1  | 21 | 6  | 44 | -38  | 1    |

|  | Campeón uruguayo. |
|  | Desciende.        |

|                                             |
| Uruguay                                     |
| Campeón Uruguayo 1924 Nacional 11.mo título |